# Noodkerk
Een noodkerk is een kerk die dient als voorlopige voorziening, omdat een definitief kerkgebouw nog ontbreekt, of omdat een bestaand kerkgebouw ernstig is beschadigd (bijvoorbeeld door brand of door oorlogsgeweld) of anderszins buiten gebruik is gesteld (bijvoorbeeld vanwege een verbouwing). Soms wordt een bestaand gebouw als noodkerk ingericht, zoals  een schoolaula, sportzaal of iets dergelijks. In andere gevallen wordt een noodkerk nieuw gebouwd, vaak met de bedoeling om later een andere bestemming te krijgen, bijvoorbeeld als parochiehuis, gemeenschapshuis of buurthuis. Soms blijkt een noodkerk permanent te worden gebruikt.
Een fraai voorbeeld van een nog bestaande noodkerk is de Sint-Antonius van Paduakerk in Aerdenhout. Dit monumentale gebouw werd in 1922 door architect Joseph Cuypers gebouwd als noodkerk en nooit vervangen door een definitief gebouw.